# برطاس
برطاس نام قومی در ناحیه شمال دریای مازندران بوده که در قرون وسطا میزیسته‌اند و تابع خزران بودند.
برطاسها قومی بودند که نزدیک سرزمین خزران، میان خزر و سرزمین بلکار (بلغارهای اطراف رود اتل) می‌زیستند. نویسنده حدود العالم در مورد سرزمین برطاس می‌نویسد که مشرق و جنوبش سرزمین غزان، مغربش رود اتل (ولگا) و شمالش ناحیه پچناگ است. از نوشته نویسنده حدود العالم چنین برمی‌آید که برطاس در کرانه شرقی، و براذاس در کرانه غربی رود اتل قرار داشته‌ است، ولی همین نویسنده شمال هر دو سرزمین‌ِ یاد شده را ناحیه پچناگ نامیده است که در جنوب آن‌ها سرزمین خزران بوده است.

## نام
در متون اسلامی این نام با تفاوتهایی آمده‌ است.بارتولد ضمن مخالفت با جدا شمردن برطاس و براذاس، بر آن است که نام دوم درست‌تر و تلفظ کامل‌تر فارسی این نام است .مینورسکی عنوان برطاس را خطا دانسته، و مشابه نظر بارتولد را ابراز داشته است. وی از تفاوتهای لفظی یاد کرده، و برطاس را صورت عربی براذاس (برذاش - برداس) دانسته است. مارکوارت برطاس را پدید آمده از واژه آریایی مُرتاسه دانسته که به معنای آدم‌خوار است. مارکوف این نام را با واژه فینی به معنای پل قیاس کرده، و برای آن منشأ ایرانی قائل شده است. مینورسکی آن را با واژه اوستایی پَرَتو و واژه کردی پُرد مرتبط دانسته، و چنین احتمال داده که ممکن است نام فرداس در اثر ابوعبید بکری با پُرداس منطبق باشد.

## تاریخ

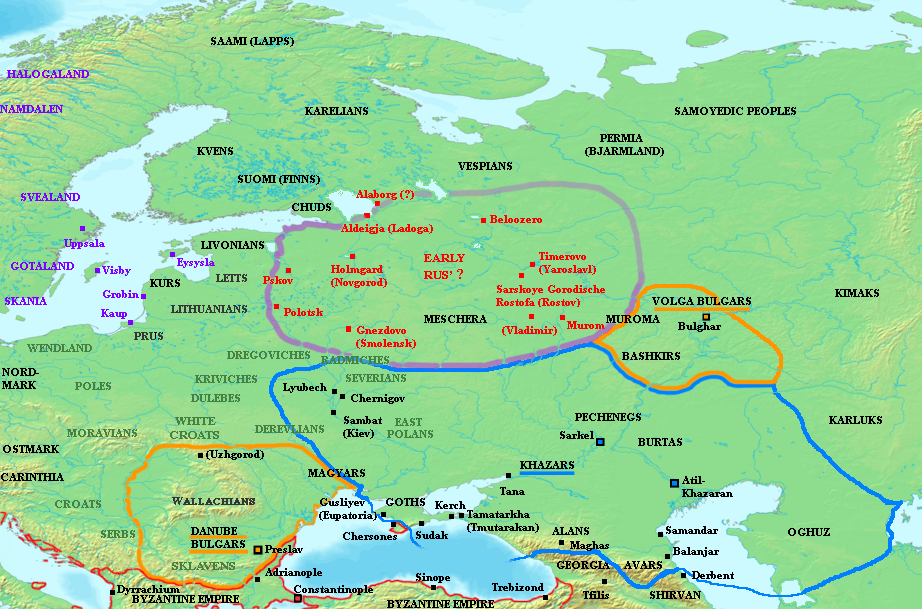
موقعیت برطاسها بین اقوام دیگر در نیمه قرن دهم میلادی

بعضی محققان برآنند که برطاسها در فاصله سده‌های ۵ -۱۱م در دو سوی رود ولگا در منطقه‌ای از شمال سیزران تا ولگاگراد مستقر شدند. این نکته مؤید نظر بارتولد و مینورسکی است. مسعودی از رودی یاد کرده‌است که در مسیر علیای رود اتل جریان دارد و بدان می‌پیوندد. وی این رود را نهر برطاس نامیده است.
قدیم‌ترین آثاری که از برطاسها یاد کرده‌اند، مربوط به اواخر سده ۳ تا نیمه سده ۴ق است. گردیزی و ابن رسته مسافت میان خزر و برطاس را ۱۵ روز راه، و اصطخری فاصله شهر اتل (تختگاه خزران) را تا سر حد برطاس ۲۰ روز راه نوشته‌اند. اصطخری قوم برطاس را دو گروه دانسته که گروهی از آنان در انتهای [غربی] ولایت غز نزدیک بلغار می‌زیسته‌اند. مسعودی برطاسها را قومی بزرگ از ترکان نوشته است. گردیزی از وسعت سرزمین برطاس یاد کرده، ولی از قومیت آنان سخنی به میان نیاورده است. تنها مؤلف حدود العالم از وجود ۳ گروه قومی در برطاس با نامهای بهضولا (برچولا)، اشکل (اِشگِل) و بلکار یاد کرده‌است که همه با یکدیگر به‌حربند و چون دشمنی پدید آید، با یکدیگر یار باشند. در اینجا بلکارها جزو برطاسها آمده‌اند که جایی تردید است. بارتولد برطاسها را از قوم فین، و محل استقرار آنان را حدود رود اُکا و زیستگاه اسلاوها دانسته است که در متون اسلامی آنان را صقلابیان می‌نامیدند.
برطاسها ابتدا مردمی بت‌پرست بوده‌اند. ابن رسته و گردیزی هر دو دین برطاسها را همانند دین غزان نوشته‌اند، ولی مؤلف حدود العالم برطاسها را مردمی مسلمان نامیده است. ابن حوقل نیز برطاسها را مسلمان خوانده است .یاقوت نیز برطاسها را مسلمان نامیده، و از وجود مسجد جامع شهر و نیز مسجد جامع شهرسوار در نزدیکی مرکز آن سرزمین یاد کرده‌است. گرچه سپاهیان اموی به سرزمین برطاس راه یافته بودند، ولی چنین می‌نماید که دین اسلام هم‌زمان با بلغارها یا پس از آن از سده ۴ق/۱۰م به بعد در سرزمین برطاس رواج یافته باشد. درباره زبان مردم برطاس اظهارنظر روشنی وجود ندارد. در منابع از عدم مشابهت زبان این مردم با زبان روسها و خزران یاد شده‌است. یاقوت می‌نویسد که زبان مردم برطاس زبانی خاص است که مشابهتی با ترکی و خزری و بلغاری ندارد. برطاسها در نیمه نخست سده ۲ق/۸م و پس از آن تابع خزران بودند.
اعراب میان سال‌های ۱۱۴ و ۱۱۹ ق (۷۵۰م) به سرداری مروان بن محمد که بعدها به خلافت رسید، به سرزمین خزران و برطاسها لشکرکشی کردند. مروان به دلیل این که نزد هشام بن عبدالملک خلیفه، از دست اندازی‌های خزران به سرزمین‌های اسلامی و کشتار مسلمانان و نیز سهل انگاری‌های مسلمه بن عبدالملک در جنگ با خزران، سخنانی شِکْوه‌آمیز بر زبان رانده و آمادگی خود را برای جنگ اعلام کرده بود، از سوی او به ولایت آذربایجان و ارمینیه منصوب و مأمور جنگ با خزران شد. هشام، ۱۲۰ هزار جنگجو همراه او گسیل داشت. مروان برای گمراه کردن خزران از آنان خواست رسولی را جهت مصالحه نزد او بفرستند و چنین وانمود که قصد دارد با آلان‌ها بجنگد. نیرنگ مروان مؤثر واقع شد و او توانست با غافلگیر کردن آن‌ها، بسیاری از شهرها و نیز پایتخت را تسخیر کند. برطاسها در مناطق شمالی تختگاه خزر (شهر اتل) استقرار داشتند و آن زمان تابع دولت خزر بودند. آن‌ها که فاقد نیروی دفاعی کافی بودند، در برابر سپاه مروان تاب مقاومت نیاوردند و متحمل زیان فراوان شدند. عربها دست به غارت و کشتار زدند، اسبان بسیاری را به غارت بردند و ۲۰ هزار خانوار از مردم برطاس را به اسارت گرفتند. مؤلفان عرب این اسیران را صقالبه (اسلاو) نامیده‌اند، ولی جای تردید نیست که همه اسیران از مردم برطاس بوده‌اند.
چنین به نظر می‌رسد که خزران و به تبع آنان برطاسها در آن تاریخ اسلام نیاوردند، زیرا در منابع اسلامی و غیراسلامی هیچ مطلبی درباره رواج یافتن دین اسلام در سرزمین خزران و برطاسها در تاریخ یاد شده نمی‌یابیم. بنابراین، می‌توان چنین پنداشت که نفوذ دین اسلام در میان برطاسها پس از پذیرش این آیین از سوی بلغارها در سده ۴ق/۱۰م صورت گرفته باشد.

### هجوم روسها به جنوب دریای خزر
پس از ۳۰۰ق/۹۱۲م روسها با ۵۰۰ کشتی که در هر یک صد مرد جای داشتند، از رود ولگا گذشته، به دریای خزر درآمدند و به گیلان، طبرستان، گرگان، اران، شروان و آذربایجان رفتند و مردم بسیاری را کشتند و نهب و غارت فراوان کردند. هنگامی که از طریق رود ولگا به سرزمین خود بازمی‌گشتند، شاه خزر که یارای مقاومت در برابر روسها را نداشت به آنان خبر داد که مسلمانان آماده جنگ با ایشانند. روسها برای جنگ با مسلمانان از آب بیرون آمدند. جنگ میان طرفین ۳ روز ادامه یافت و مسلمانان پیروز شدند. تنها ۵ هزار تن از روسها جان به سلامت بردند و کشتیهای خود را به جانب برطاس راندند. در آنجا کشتیها را رها کردند و راه خشکی در پیش گرفتند. مردم برطاس گروهی از ایشان را کشتند و باقی به دست برغزها کشته شدند. شمار روسهایی که در ساحل خزر به دست مسلمانان کشته شدند، حدود ۳۰ هزار تن نوشته شده‌است.

## سده چهارم
در سده ۴ق/۱۰م گرچه دولت خزران نیروی پیشین را از دست داده بود، با این وصف، برطاسها هنوز تابع دولت خزر بودند. در اواخر این سده با پیروزی روسها بر خزران، برطاسها از تابعیت خزران خارج شدند و تابعیت روسها را گردن نهادند. پس از ورود قپچاقها (کومانها (Cumans) که روسها آنان را پولوتسی (Половцы, Polovtsy)می‌نامیدند) در سده ۵ق/۱۱م، برطاسها با آنان درآمیختند و رفته‌ رفته چهره قومی خود را از دست دادند.